# Avraamij (Lotyš)
Avraamij (světským jménem: Mychajlo Mychajlovyč Lotyš; * 29. dubna 1985, Vuzlove) je ukrajinský duchovní Pravoslavné církve Ukrajiny, biskup boryspilský a vikář kyjevské eparchie.

## Život
Narodil se 29. dubna 1985 ve vesnici Vuzlove Lvovské oblasti v rodině kněze Mychajla Lotyše. Roku 1991 rodina odešla do Čerkaské oblasti.
Dokončil Kyjevský duchovní seminář a nastoupil na Kyjevskou pravoslavnou bohosloveckou akademii. Byl zařazen do čerkaské eparchie.
Dne 7. prosince 2008 byl metropolitou čerkaským a kanivským Sofronijem (Dmitrukem) rukopoložen na diákona a 13. prosince na jereje.
Roku 2019 byl přijat do Kyjevskopečerské lávry. Dne 5. března 2020 byl metropolitou kyjevským a celé Ukrajiny Onufrijem (Berezovským) postřižen na rjasofora a přijal mnišské jméno Aaron na počest svatého proroka Áróna.
Dne 22. března 2021 byl metropolitou vyšhorodským a černobylským Pavlem (Lebiděm) postřižen na monacha se jménem Avraamij na počest svatého Abraháma Pracovitého.
Dne 7. prosince 2021 byl povýšen na archimandritu.
Dne 29. března 2023 přešel do jurisdikce Pravoslavné církve Ukrajiny. Stejného dne mu byla ze strany Ukrajinské pravoslavné církve zakázána kněžská služba.
Dne 2. února 2024 jej Svatý synod Pravoslavné církve Ukrajiny zvolil biskupem boryspilským a vikářem kyjevské eparchie. Stal se také představeným Kyjevskopečerské lávry. Stejného dne byl oficiálně jmenován biskupem a o den později proběhla jeho biskupská chirotonie. Světiteli byli metropolita kyjevský a celé Ukrajiny Epifanij (Dumenko), metropolita chalkedonský Emmanouil (Adamakis), biskup komanský Mychajil (Aniščenko) a další biskupové církve.